# Dou Aixia
Dou Aixia (* 10. August 1961 in der Provinz Jilin) ist eine ehemalige chinesische Skilangläuferin.
Dou belegte bei den nordischen Skiweltmeisterschaften 1982 in Oslo den 55. Platz über 5 km und den 53. Rang über 10 km und bei den Olympischen Winterspielen 1984 in Sarajevo den 50. Platz über 10 km, den 48. Rang über 5 km und zusammen mit Tang Yuqin, Chen Yufeng und Song Shiji den 12. Platz in der Staffel.